# Phoenix (Breaking Bad)
«Phoenix» es el decimosegundo episodio de la segunda temporada de la serie de televisión estadounidense de drama Breaking Bad. Fue escrito por John Shiban y dirigido por Colin Bucksey.

## Trama
Walt apenas entrega el inventario de drogas a Gus a tiempo, pero se pierde el nacimiento de su hija. Llega al hospital, donde descubre que Ted llevó a Skyler al hospital. En el departamento de Jesse, Jane se despierta cuando su padre, Donald, la llama porque llega tarde para una reunión de narcóticos anónimos. En el almuerzo posterior, ella no menciona que ha comenzado a usar heroína nuevamente, y actúa como si no conociera a Jesse cuando su padre pregunta por él. Jesse, al ver las secuelas de la búsqueda de metanfetamina hecha por Walt, inicialmente cree que fue robado, pero luego escucha los mensajes telefónicos que Walt dejó. Jesse aparece en el aula de Walt para pedir su parte del dinero, que Walt rechaza porque cree que aumentará su adicción. Promete pagarle a Jesse cuando sepa que Jesse y Jane están limpios.
Más tarde, Jesse y Jane toman otra tanda de heroína en su departamento. Cuando está drogado, Jesse se queja sobre Walt protegiéndolo, diciéndole a Jane que le debe USD $480,000. Donald vuelve a llamar a Jane cuando llega tarde a otra reunión de la rehabilitación; sin que Jane lo sepa, él está esperando directamente afuera. Al verla salir de la puerta de Jesse, él entra y encuentra evidencia de que ambos usan heroína. Él está furioso porque ella ha recaído y llama a la policía, pero Jane promete que ingresará a rehabilitación al día siguiente. Él cede y le da otra oportunidad. Mientras tanto, Walt Jr. ha creado un sitio web para que las personas puedan donar para la cirugía de cáncer de Walt. Walt no quiere aceptar caridad, especialmente porque ganó el dinero para pagar su tratamiento, pero no puede revelar su fuente a su familia. Saul le dice que se pondrá en contacto con un pirata informático para hacer que el dinero parezca que proviene de computadoras de todo el mundo, y evitará sospechas colocando pequeñas cantidades.
Jane llama a Walt para chantajearlo y que le de a Jesse su parte. Walt entrega el dinero a Jesse y Jane, quienes están extasiados y hablan de desintoxicarse, pero aún sienten un fuerte impulso por usar la heroína restante. Walt va a un bar para relajarse, donde, sin saberlo, se sienta al lado de Donald. Los dos comienzan a hablar sobre el descubrimiento de agua de la sonda Phoenix en Marte y sobre la hija de Donald y el «sobrino» de Walt, expresando sus frustraciones por tratar de ayudar a las personas que no harán lo que es bueno para ellos. Donald hace la observación de que nunca puedes renunciar a tu familia, porque no tienes a nadie más. Motivado por las palabras de Donald, Walt regresa a la casa de Jesse para hablar con él, pero encuentra a Jesse y Jane desmayados por el uso de heroína. Mientras Walt intenta despertar a Jesse, inadvertidamente golpea a Jane sobre su espalda; ella comienza a ahogarse con su propio vómito. Walt se apresura a ayudar, pero luego la deja morir mientras Jesse yace desmayado junto a ella. Antes de abandonar el edificio, Walt comienza a llorar.

## Producción
El episodio fue escrito por John Shiban y dirigido por Colin Bucksey. Se emitió por AMC en los Estados Unidos y Canadá el 24 de mayo de 2009.

## Recepción de la crítica
El episodio fue ampliamente aclamado por los críticos, y generalmente se considera una entrada importante en la serie debido a su desarrollo argumental. Emily VanDerWerff, recapitulando el episodio para Slant, señaló que era «un trabajo bellamente rico en capas sobre las diversas formas en que padres e hijos se decepcionan mutuamente». Donna Bowman, escribiendo para The A.V. Club, le dio al episodio una calificación A, comentando: «quizás sea el mejor episodio hasta la fecha en uno de los mejores programas que la televisión haya producido». Alan Sepinwall elogió la actuación de Bryan Cranston en la escena climática del episodio y realizó comparaciones a «Kennedy and Heidi», un episodio de Los Sopranos. Seth Amitin, de IGN, le dio al episodio un 8.9 de 10 y opinó que el episodio fue efectivo para aumentar las apuestas dramáticas que conducen al final de la temporada, afirmando que «todo sobre este episodio se usó para llevar la tensión un paso más allá para el final».

## Significado del título
Phoenix, Arizona es el lugar de nacimiento de Jane. También se puede interpretar como la mitología del Fénix, ya que Jesse y Jane quieren rehacer y tener una vida juntos.